# Somerset Maxwell
Pour les articles homonymes, voir Maxwell.
Somerset Arthur Maxwell, né le 20 janvier 1905 et mort le 30 décembre 1942, est un homme politique britannique.

## Biographie
Il est l'aîné des cinq enfants d'Arthur Maxwell, militaire de carrière, 11e baron Farnham de la pairie d'Irlande et membre de la Chambre des lords du Parlement du Royaume-Uni sous les couleurs du Parti unioniste irlandais. Ses deux frères cadets meurent de maladie à quelques jours d'intervalle en avril 1916, aux âges de 2 et 6 ans. Il entre dans l'unité de yeomanry du Middlesex de la réserve de l'Armée britannique à la fin des années 1920,,.
En 1930 il épouse Angela Roberts, dont il aura trois enfants. Le couple s'installe à Fring Hall, manoir dans le comté du Norfolk, dont ils sont locataires. Le manoir est détruit dans un incendie accidentel en juin 1934, et reconstruit quasiment à l'identique en 1936. Aux élections législatives de 1935, il est élu député de la circonscription de King's Lynn, ville portuaire du Norfolk, pour le Parti conservateur. Particulièrement grand, il se démarque par sa taille. So sœur Marjory meurt en mai 1939 à l'âge de 33 ans,,.
Pour la Seconde Guerre mondiale il rejoint le Royal Corps of Signals de l'armée de terre, où il recevra le grade de lieutenant-colonel. Blessé au combat à Ajdabiya, en Libye, durant la seconde bataille d'El Alamein, il meurt de ses blessures au Caire fin décembre 1942, à l'âge de 36 ans, laissant sa sœur Verena seule survivante d'une fratrie de cinq enfants. Il est inhumé au cimetière militaire d'Héliopolis, en Égypte. Son père lui survit, et à sa mort en 1957, c'est Bary Maxwell, le fils aîné de Somerset Maxwell, qui devient le 12e baron Farnham. Le second fils de Somerset Maxwell, Simon, deviendra le 13e baron à la mort de son frère en 2001,,.
Le lieutenant-colonel Somerset Maxwell est l'un des cinquante-six parlementaires britanniques morts à la Seconde Guerre mondiale et commémorés par un vitrail au palais de Westminster.